# Pat Patrick

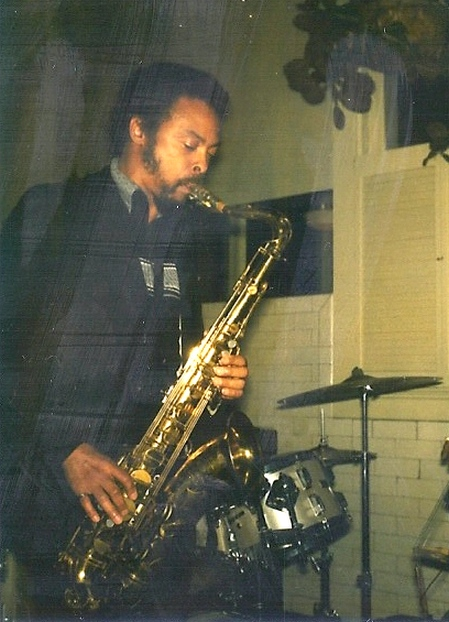
Pat Patrick

Pat Patrick (eigentlich Laurdine K. Patrick; * 23. November 1929 in East Moline, Illinois; † 31. Dezember 1991 ebenda) war ein US-amerikanischer Jazz-Saxophonist.

## Leben und Wirken
Patrick lernte als Kind Klavier, Trompete und Schlagzeug, bevor er zum Saxophon wechselte. An der Du Sable High School in Chicago, an der er Unterricht bei  Captain Walter Dyett hatte, traf er erstmals auf John Gilmore, mit dem er später unter Sun Ra zusammenarbeitete. Weiterhin studierte er bei Willy Randall (einem Musiker der Earl Hines Band) und Clark Terry am Wilson Jr. College in Chicago. Mit dem Sun Ra Arkestra ist er zu hören auf deren klassischen Alben wie Super-Sonic Jazz (1956), Jazz in Silhouette (1959), The Magic City (1965), When Angels Speak of Love (1966) und The Nubians of Plutonia (1966). Er wirkte außerdem 1961 an der Africa/Brass-Session mit John Coltrane und Eric Dolphy mit, trat mit Duke Ellington auf und war um 1970 Mitglied von Thelonious Monks Quartett. 1974 nahm er mit dem Jazz Composer’s Orchestra auf. Am bekanntesten wurde er jedoch als Mitglied von Sun Ras Arkestra, dem er von 1954 bis drei Jahre vor seinem Tod angehörte; Patrick hatte 35 Jahre lang den Baritonsaxophon-Platz im Arkestra inne, daneben spielte er Flöte und Altsaxophon.
Patrick war Gewinner der Down Beat Kritikerumfrage in der Kategorie Talent Deserving of Wider Recognition von 1971 und Fünfter in der Down Beat „Established Talent“ Kritikerumfrage von 1972. Er hat nicht nur mehrere seiner Kompositionen aufgenommen, sondern auch Musik für eine Reihe von Theaterstücken und das Fernsehen komponiert. Neben seiner Arbeit mit Sun Ra spielte er ferner mit James Moody, Quincy Jones, Mongo Santamaría und Babatunde Olatunji, ab den 1970er-Jahren auch mit Andrew Hill, Grachan Moncur III, Bob Northern, Rahsaan Roland Kirk, Clifford Jordan, Bobby Watson, Leslie Drayton und Stanley Cowell. Im Jahr 1977 veröffentlichte Patrick Aufnahmen unter eigenem Namen, die jedoch lediglich in Kleinstauflage auf Ras Label El Saturn Records in den Handel kamen. 2015 wurden die Aufnahmen beim Londoner Label Art Yard mit dem Titel „Sound Advice“ wiederveröffentlicht. In der Band spielten acht Baritonsaxophonisten, darunter René McLean, Charles Davis, Kenny Rogers und George Barrow; zur Rhythmusgruppe gehörte Pianist Hilton Ruiz.
Sein Sohn ist der Politiker Deval Patrick, der zwischen 2007 und 2015 Gouverneur von Massachusetts war.